# Kim Sung-moon
Kim Sung-moon (in hangŭl: 김성문; 16 marzo 1965) è un ex lottatore sudcoreano, specializzato nella lotta greco-romana.

## Palmarès

### Olimpiadi
- 1 medaglia:
  - 1 argento (Seul 1988 nei pesi leggeri)